# 逃散
逃散（ちょうさん）とは、日本の中世から近世にかけて行われた農民抵抗の手段、闘争形態である。兆散とも言う。古代の律令時代に本貫から逃れて流浪する逃亡及び律令制解体後に課税に堪えずに単独もしくは数名単位で他の土地に逃れる逃亡・欠落とは区別される。

## 江戸時代以前
村の住民（百姓など）が集団で荘園から退去して一時的に他の土地へ逃げ込み、領主に対して年貢軽減や代官の罷免などを求めるようになる。彼らは一味神水などの儀式を行うことで団結を図り、不当な課税や検断に対して抵抗した。要求が受け入れられた場合には帰住し、百姓申状の提出や起請文の作成、争いの対象になっていない年貢の皆済など所定の手続きを経ていれば合法的な抵抗手段として認められていた。
律令制の土地支配が解体し、荘園制度が行われるようになった平安時代からこうした現象がみられたが、他にも留守宅に妻子を残したり、逃散と称して実際には家に閉じこもって領主側の命令を拒絶するという抵抗方法もみられた。東大寺の荘園であった伊賀国の黒田荘・玉瀧荘の記録には、「篠を引く」「柴を引く」という表現で登場する。これは逃散時に依代として用いられていた篠や柴を家や田畑に掲げたり、囲い込むことによって領主側の立入や侵害行為を防止する意図があった。
御成敗式目42条には、所定の年貢を皆済して逃散した場合、領主側が「逃毀」を主張して妻子や家・田畑を差し押さえることを禁じている（ただし、異説もある）。
南北朝時代から増加し「山林に交わる」「山野に入る」などと記録されるようになり、戦国時代には、戦乱に伴って山賊や海賊などの被害が多く、また重い年貢を課されたため逃げ出すものが多く、領主たちにはこのような領民が出ないようにする統治能力も求められていた。
1488年に加賀において守護の富樫政親を追放し、門徒領国を形成した加賀一向一揆は、領主と戦った例として知られる。

## 江戸時代
江戸時代には、逃散した百姓が都市部へ出て、安い賃金で生活することが一般に見られた。生産者である百姓の逃散は、生産活動の減退を意味するため、支配者（幕府、大名、旗本ら）は百姓の逃散を厳しく禁ずるとともに、移住も原則として認めなかった。
逃散の発生は幕府よりの改易、取り潰しの理由となり、大名は年貢の軽減を図った。
それでも、江戸時代における逃散行為の存在が確認される。ただし、中世のものと違って一味神水のような宗教的な要素が薄れ、家に隠れ籠るような形態はとられなくなったことが特徴的である。また、中には他領へ逃れて越訴や強訴に及び、自己の領主の不当性を訴えて問題を領外にまで拡大させることも行われた。
江戸時代を通じて公対民の年貢率は一貫して下がる傾向があり（特に幕府直轄地において）逃散はそれほど深刻な問題とはならなくなっていったと考えられる。それでも、百姓らは権利要求の手段として、逃散を行うこともあり、江戸などの都市部へ流入した。

## 派生用語
現代の日本において、勤務医の辞職を逃散と呼ぶことがある。72時間連続の当直明け勤務など、労働基準法に違反する長時間労働を強いられている病院の医師が、待遇が改善されずに絶望して辞職することを指す。
小泉政権がすすめてきた医療費削減政策の結果、日本の勤務医の労働環境は悪化の一途をたどってきた。こうした状況に疲弊しきった勤務医が、最後にとりうる抵抗手段として辞職を選ぶようになった。辞職はしばしば連鎖的に発生し、地方か都市かを問わず、基幹病院の診療体制を崩壊させる深刻な影響を与えている。
医療崩壊を描いた小松秀樹の著書、「医療崩壊―『立ち去り型サボタージュ』とは何か」では、「逃散」に相当する現象は「立ち去り型サボタージュ」と呼びかえられており、この本が出てからは口当たりのよい後者の名称で呼ばれることが多い。